# Ricarda Schaber
Ricarda Schaber (* 27. Juli 1997 in Karlsruhe) ist eine deutsche Fußballspielerin.

## Karriere

### Vereine
Schaber spielte von Juli 2012 bis Ende 2013 für die U-17-Mannschaft der TSG 1899 Hoffenheim in der B-Juniorinnen-Bundesliga. In der Saison 2013/14 wurde sie zudem erstmals in der Regionalligamannschaft Hoffenheims eingesetzt und erreichte mit dieser am Saisonende den Aufstieg in die 2. Bundesliga. Am 13. November 2016 absolvierte Schaber bei einer 0:1-Niederlage gegen den MSV Duisburg ihr erstes Bundesligaspiel.

### Nationalmannschaft
Im April 2013 absolvierte Schaber zwei Länderspiele in der deutschen U-16-Nationalmannschaft. Gegner war in beiden Partien die Auswahl des dänischen Fußballverbandes.

## Erfolge
- 2014: Aufstieg in die 2. Bundesliga (TSG 1899 Hoffenheim II)